# 上塘駅

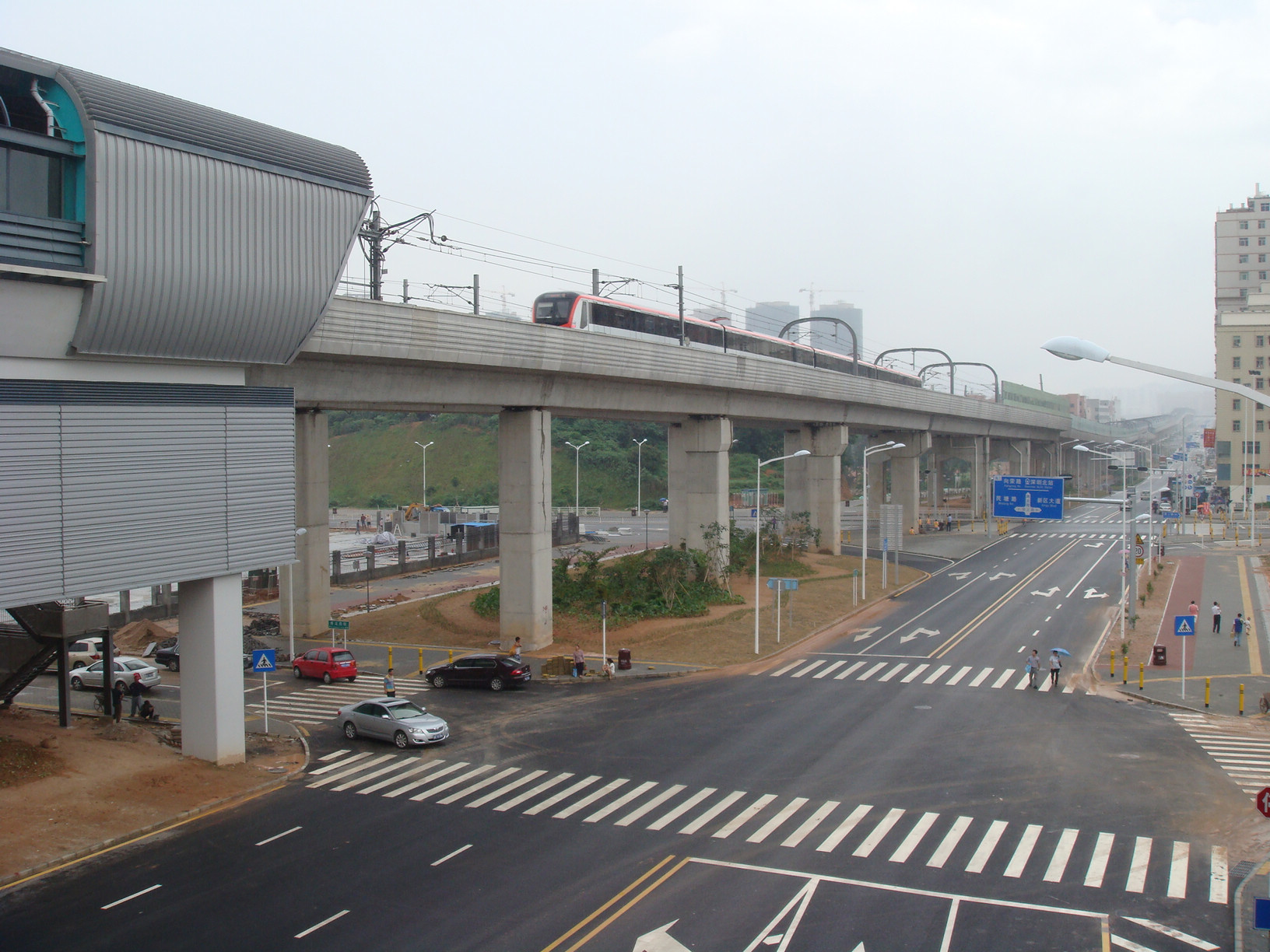
上塘駅と走行する電車

上塘駅（じょうとう-えき）は中華人民共和国深圳市竜華区に位置する竜華線の駅。

## 駅構造
- 島式ホーム2面2線の地上駅。

| 竜華線ホーム (U3F) | ←■竜華線 清湖方面     |
| 竜華線ホーム (U3F) | 島式ホーム            |
| 竜華線ホーム (U3F) | ■竜華線 福田口岸方面→ |

## 歴史
- 2011年6月16日 - 開業。

## 隣の駅
深圳地下鉄
■竜華線
竜勝駅 - 上塘駅 - 紅山駅